# 帕爾馬 (密歇根州)
帕爾馬（英語：Parma）是位於美國密歇根州傑克遜縣帕爾馬鎮區及桑德斯通特設鎮區的一個村。

## 人口
根據2020年美國人口普查的數據，帕爾馬的面積為2.72平方千米，當中陸地面積為2.72平方千米，而水域面積為0.00平方千米。當地共有人口780人，而人口密度為每平方千米286人。